# Monasterio de la Nueva Jerusalén
El monasterio de la Resurrección (en ruso: Воскресенский монастырь, romanizado: Voskresensky Monastyr) o monasterio de la Nueva Jerusalén (en ruso: Новоиерусалимский монастырь, romanizado: Novoiyerusalimsky Monastyr) es un importante monasterio masculino de la Iglesia Ortodoxa Rusa localizado en el óblast de Moscú, Rusia. El monasterio de Voskresensky ha dado lugar a la aldea homónima, que se ha convertido en la ciudad de Voskresensk (actualmente conocida como Istra).

## Historia
El monasterio de la Nueva Jerusalén fue fundado en 1656 por el patriarca Nikon como una residencia patriarcal en las cercanías de Moscú. El monasterio tomó su nombre del concepto de Nueva Jerusalén. Este sitio fue elegido por su parecido con Tierra Santa. El río Istra representaría al río Jordán, y los edificios serían el "espacio sacro" o lugares sagrados de Jerusalén.
En su época, el patriarca Nikon reclutó a varios monjes de origen no ruso para poblar el monasterio, ya que estaba destinado a representar a la multinacional Ortodoxia de la Jerusalén celestial. En el siglo XVII, el monasterio de la Nueva Jerusalén poseía una gran biblioteca, compilada por Nikon a partir de manuscritos tomados de otros monasterios. En el momento de la secularización de 1764, el monasterio poseía unos 13000 almas.
El 18 de junio de 1698, en las afueras del monasterio tuvo lugar la batalla entre las tropas gubernamentales y los sublevados strelsí (unos 2200 soldados), acabando con la derrota de estos. Entre en 22 y el 26 del mismo mes, serían ajusticiados junto a las murallas del monasterio los principales 56 cabecillas, siendo llevado el resto a Moscú, donde serían también ajusticiados con escarnio más de mil.
En 1918, el monasterio de Nueva Jerusalén fue cerrado. En 1920, se establecieron en las instalaciones del monasterio un museo de historia y artes y otro de estudios regionales. En 1935, se abrió el Museo de Estudios Regionales del óblast de Moscú en uno de los edificios monásticos. En 1941, el ejército alemán saqueó el monasterio de Nueva Jerusalén. Antes de su retirada volaron su gran campanario único; las torres fueron demolidas; las bóvedas de la catedral colapsaron y enterraron su famoso iconostasio, entre otros tesoros. En 1959, el museo se volvió a abrir al público.
En 1994, una pequeña comunidad de monjes se instaló en una de las casas restauradas.

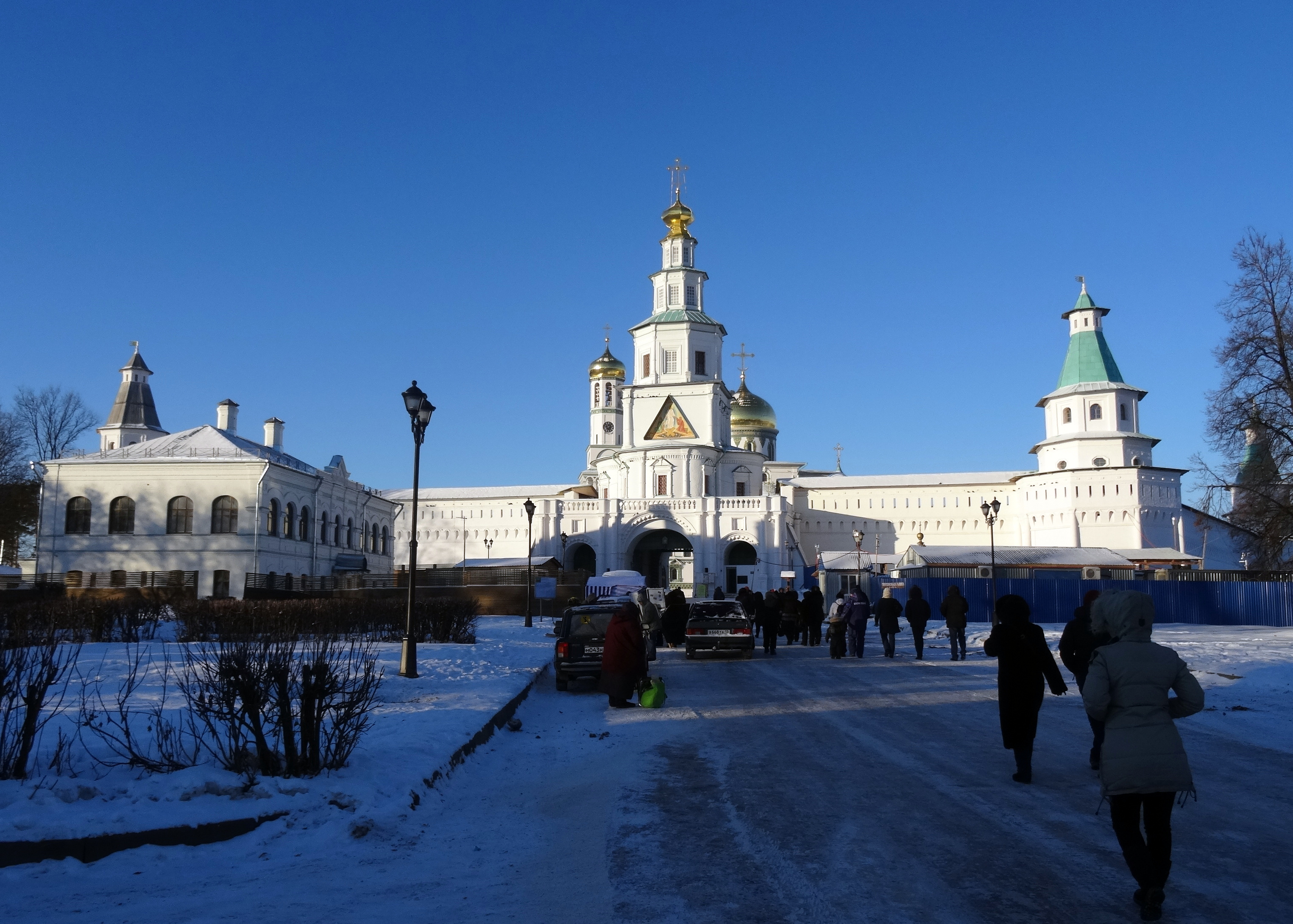
Acceso al monasterio
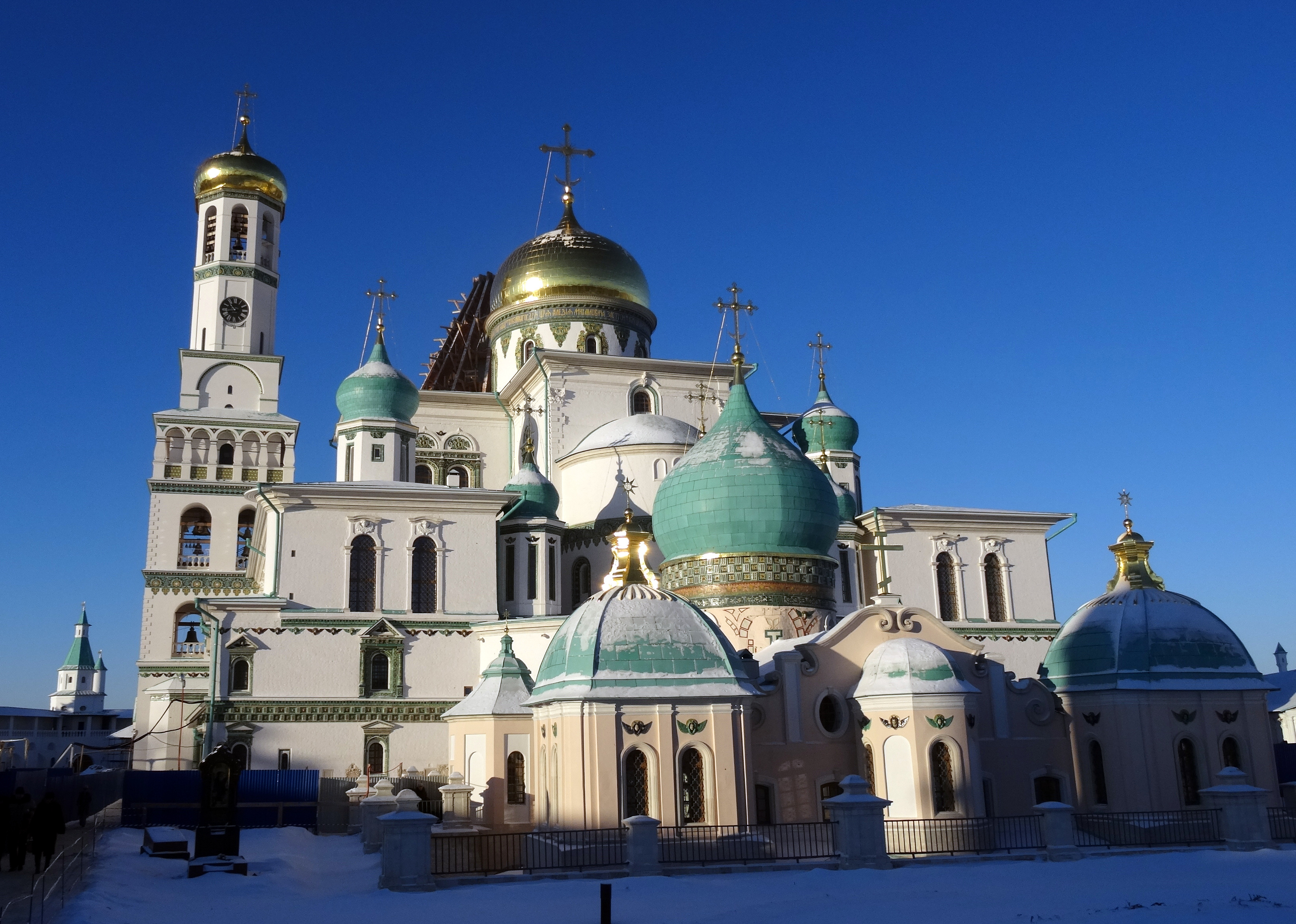
Vista lateral de la iglesia de la Resurrección
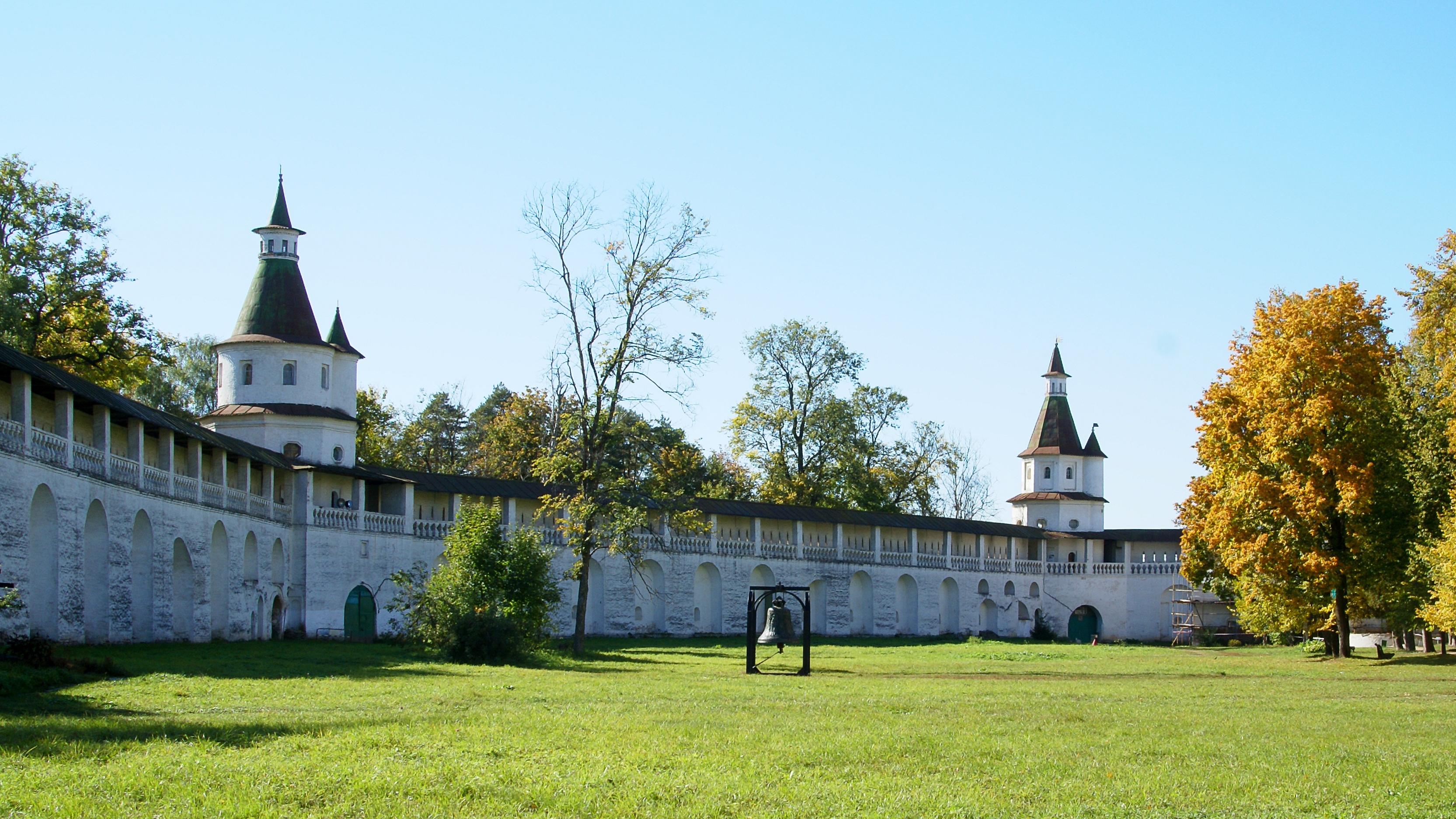
Interior del recinto monacal

## Restauración y edificios

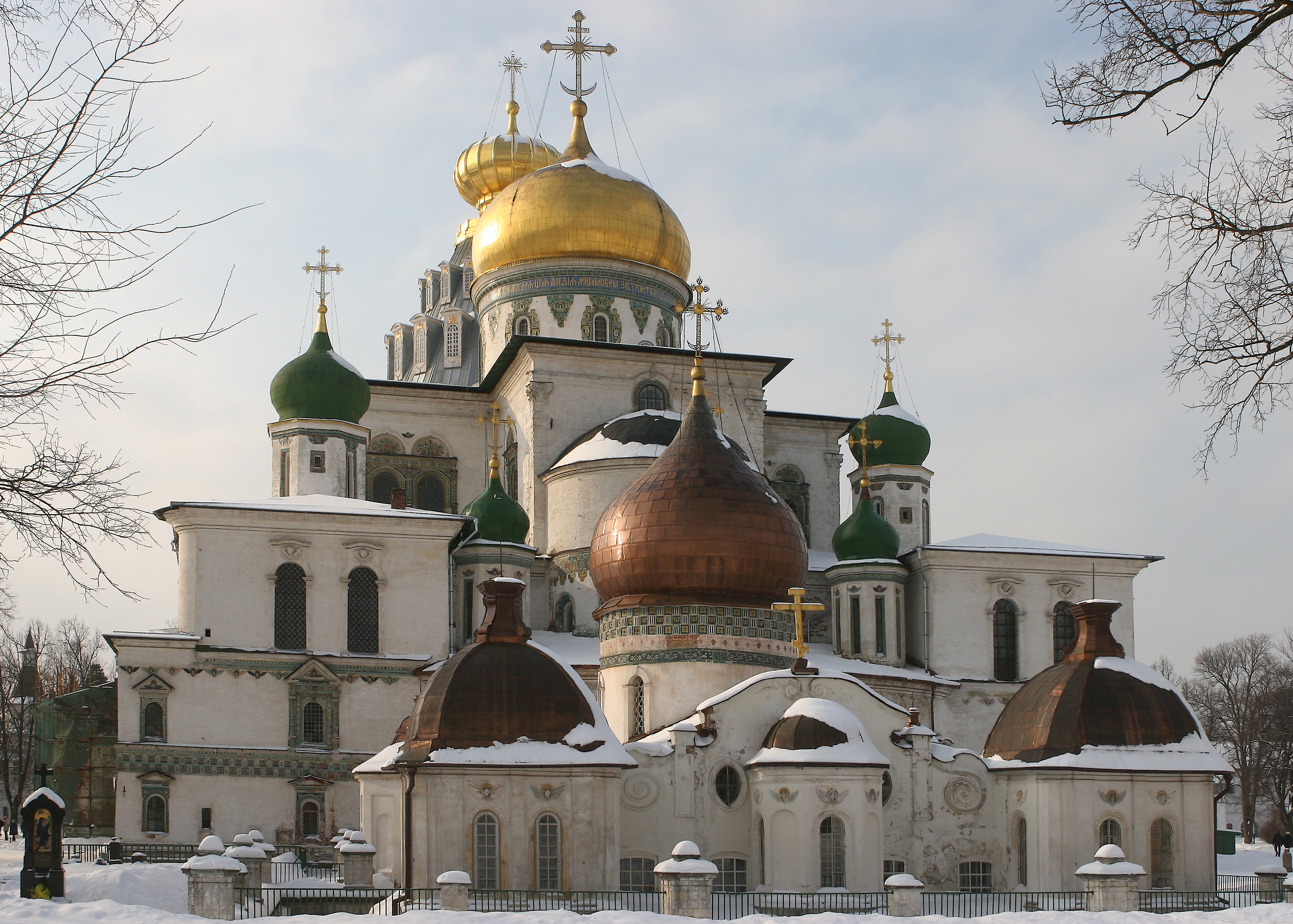
El katholikon está modelado según la iglesia del Santo Sepulcro de Jerusalén

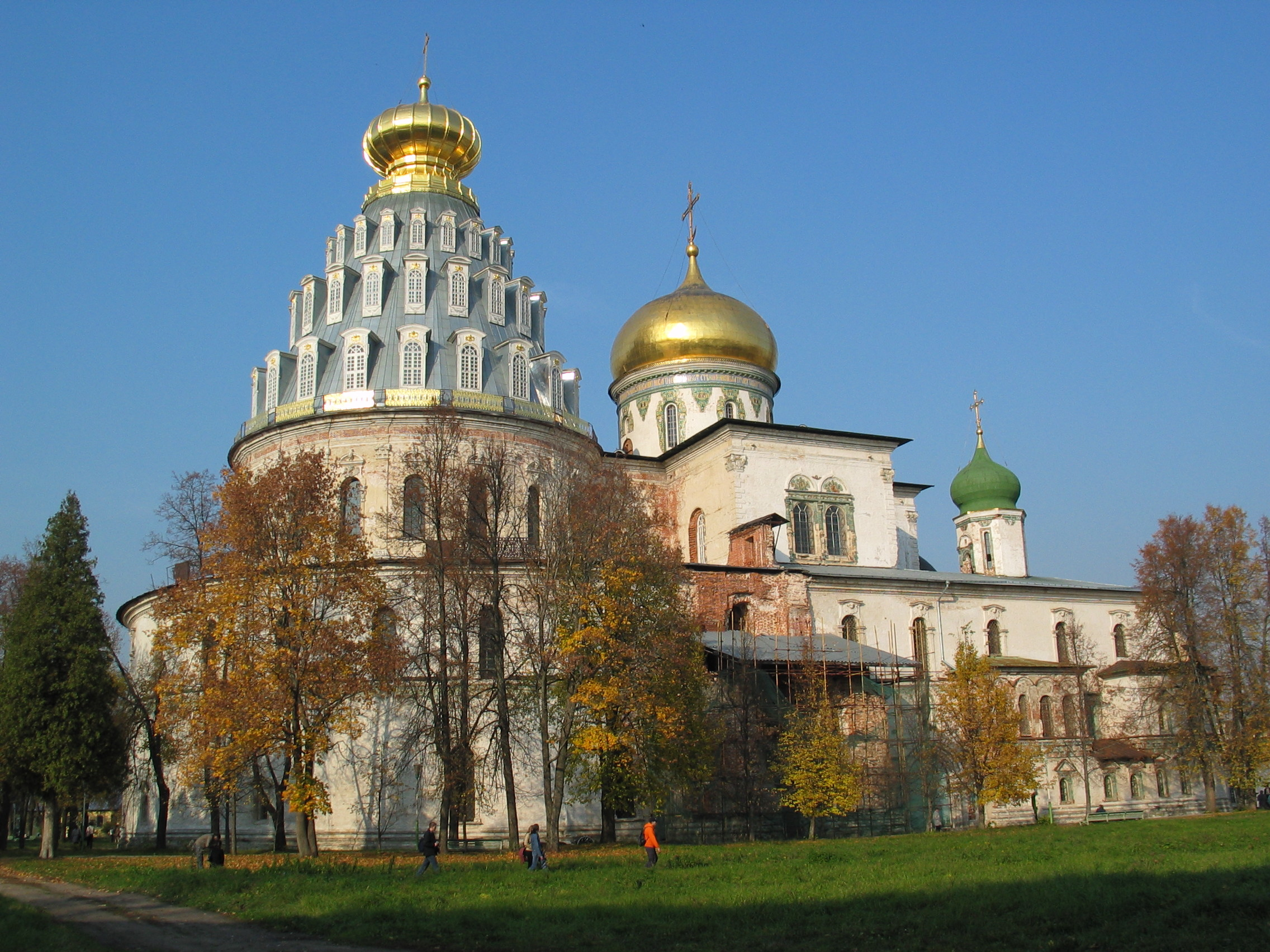
Trasera de la iglesia de la Resurrección

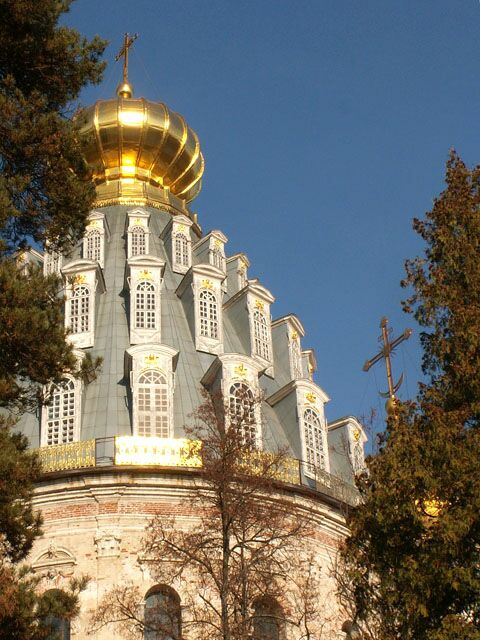
La cúpula de la iglesia de la Resurrección

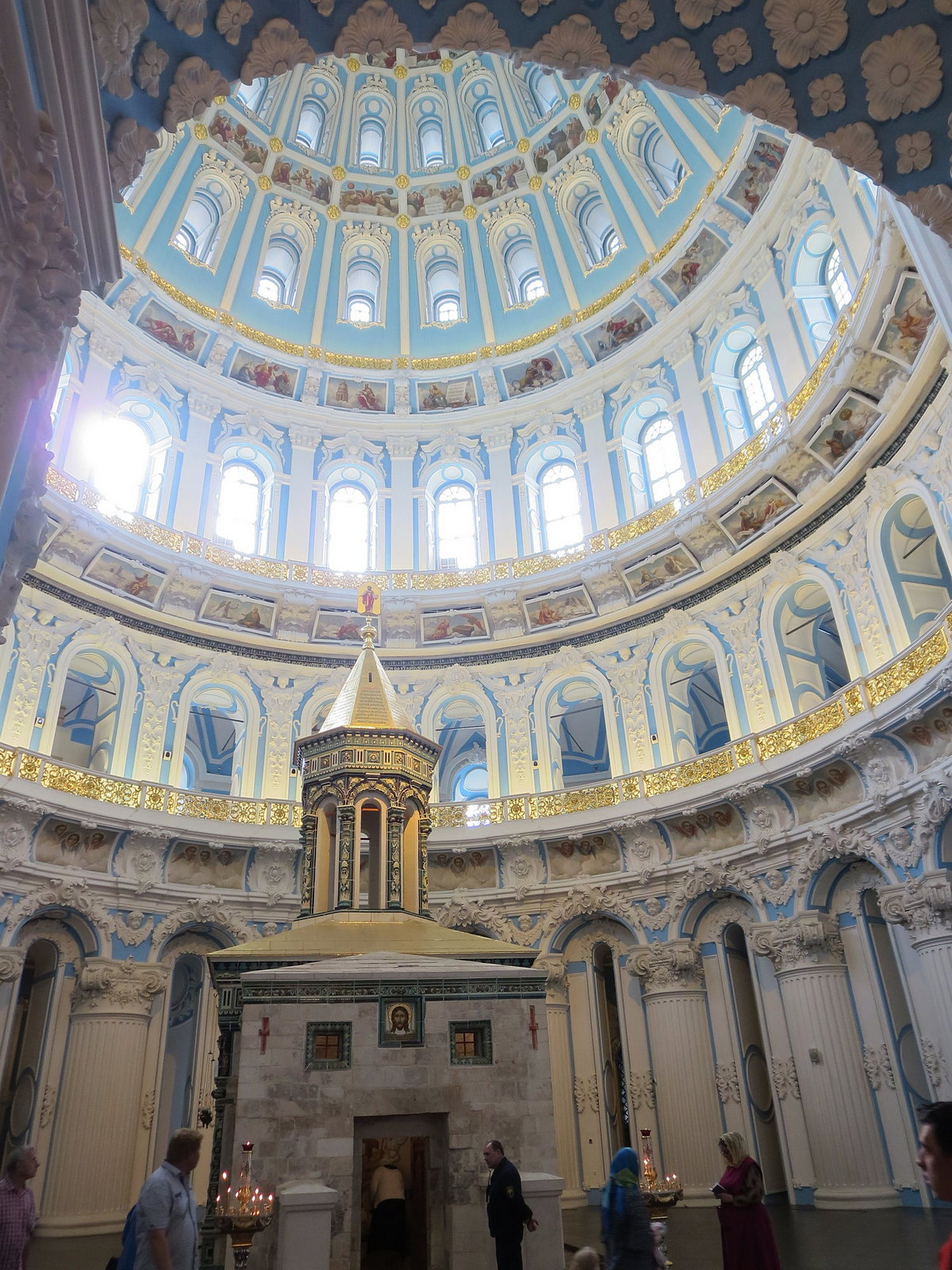
Interior de la cúpula restaurado (2017)

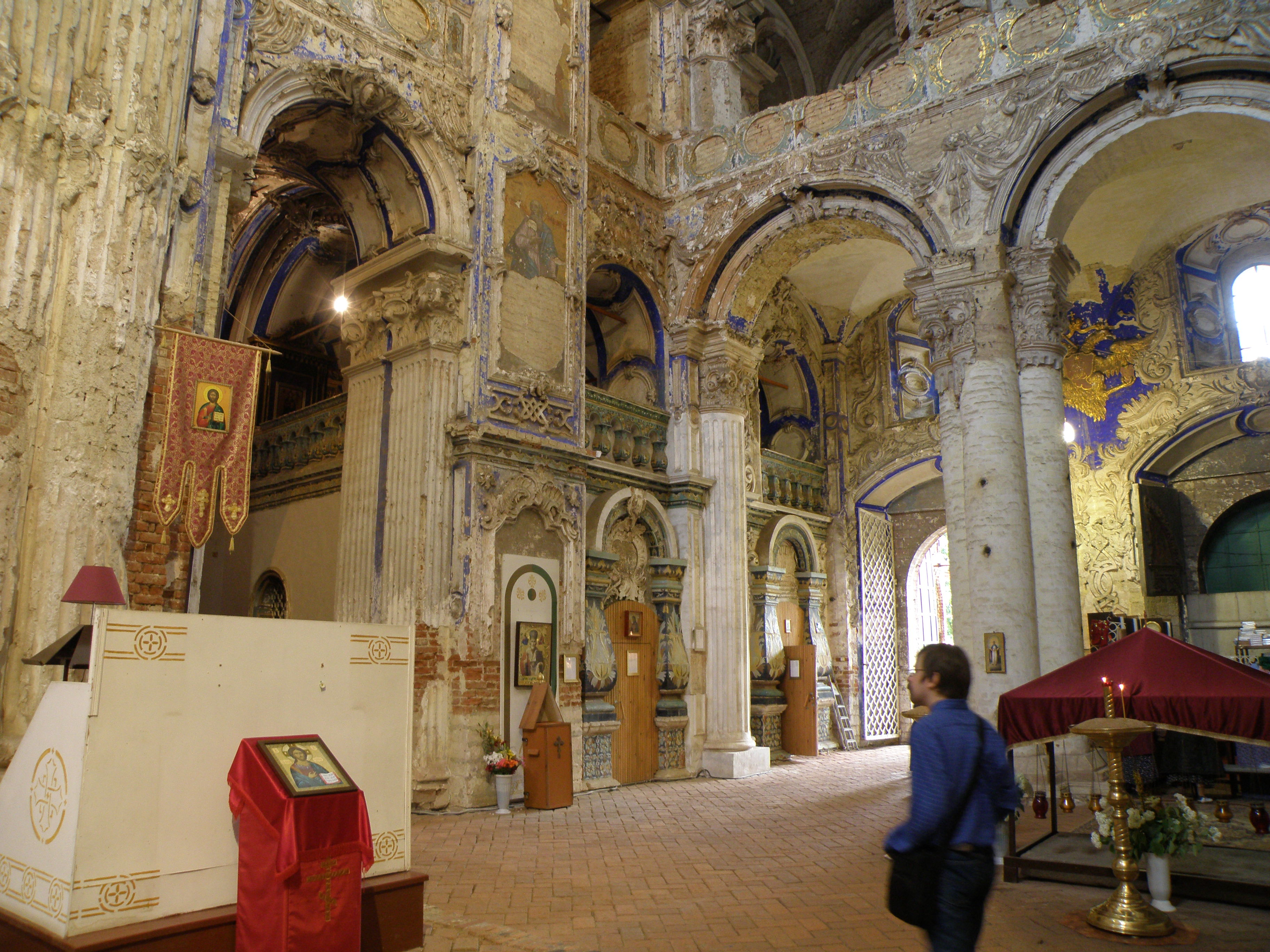
Detalle del interior antes de la restauración

El monasterio de Nueva Jerusalén no fue restablecido como una comunidad religiosa hasta la década de 1990. Los edificios principales dentro del circuito amurallado son los siguientes:
- el katholikon de la Resurrección (1656–1685) es una gran rotonda modelada según la Iglesia del Santo Sepulcro. La cúpula de madera y un grupo de capillas vecinas son de construcción posterior. Estas fueron diseñadas por Francesco Bartolomeo Rastrelli, Vincenzo Bernardacci, Karl Blank, Konstantin Thon, Matvéi Kazakov, Iakov Boukhvostov y otros arquitectos destacados del Imperio ruso.
- El campanario del siglo XVII tiene 7 plantas que se elevan a la altura de 58 metros y cuenta con 15 campanas (la más grande, pesa unos 500 pudines). Destruido en 1941, la estructura no se reconstruyó hasta los años 2010.
- Residencia del patriarca Nikon (1658)
- Las murallas de piedra con sus siete torres (1690–1694) fue diseñada por Yakov Bukhvostov, un defensor clave del barroco Naryshkin.
- iglesia de la Santísima Trinidad (1686–1698), al igual que otros edificios principales, fue terminada con mayólica y molduras de estuco.
- además de la iglesia subterránea de San Constantino y Santa Elena, el refectorio con la Iglesia de la Natividad (finales del XVII), el ala de los monjes, la Puerta Santa, los Comunes (1690-1694), el palacio de Tatiana y la enfermería.

En marzo de 2009, el presidente ruso Dmitri Medvédev firmó un decreto presidencial sobre la restauración y renovación del monasterio de Nueva Jerusalén. El gobierno federal recibió instrucciones de subvencionar el fondo de restauración del monasterio con cargo al presupuesto federal de 2009, y el vice primer ministro del gabinete de Putin, Viktor Zubkov, calculó que costaría entre 13 y 20 mil millones de rublos rusos.
A partir de junio de 2016, se ha realizado una gran restauración en la catedral principal, con gran parte del interior reconstruido y decorado. El gran campanario fue reconstruido con diseños antiguos. El monasterio está abierto a los visitantes y está sirviendo activamente nuevamente. Muchos miles de visitantes lo visitan cada día, especialmente en días festivos.